# Nicolas Maréchal

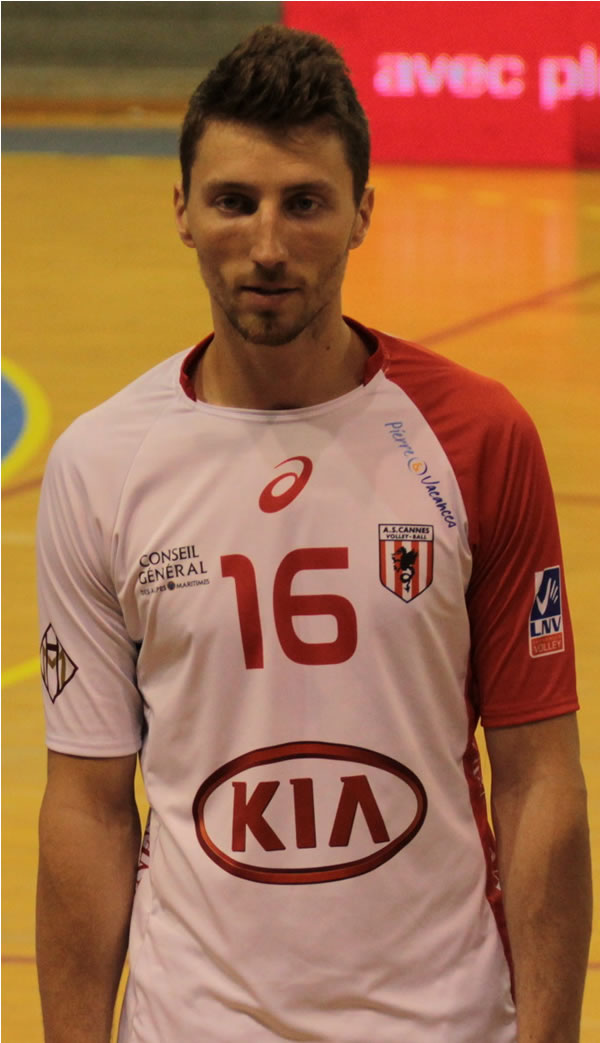
Nicolas Maréchal zawodnikiem AS Cannes VB w sezonie 2012/2013

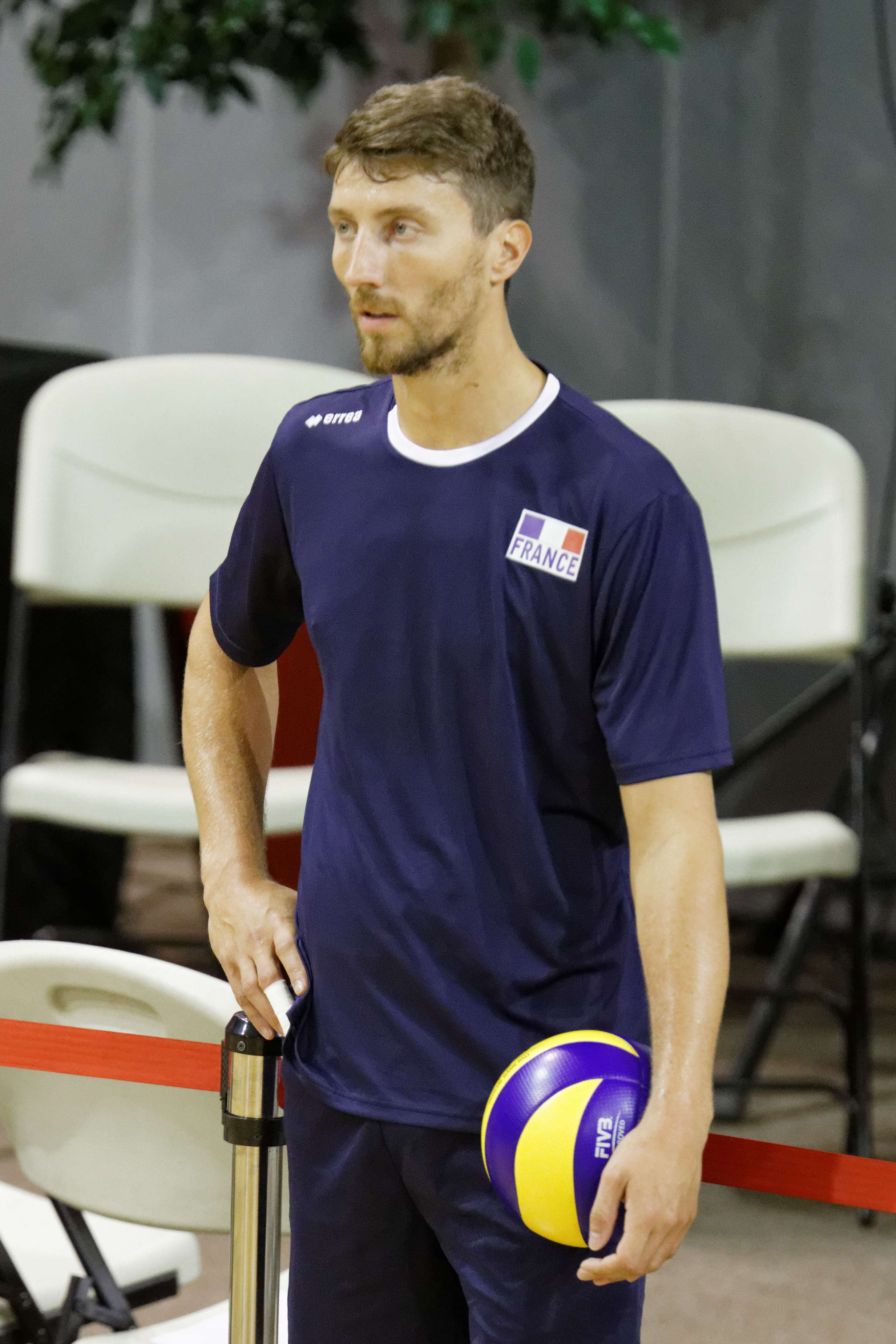
Nicolas Maréchal podczas treningu przed Mistrzostwami Świata 2014

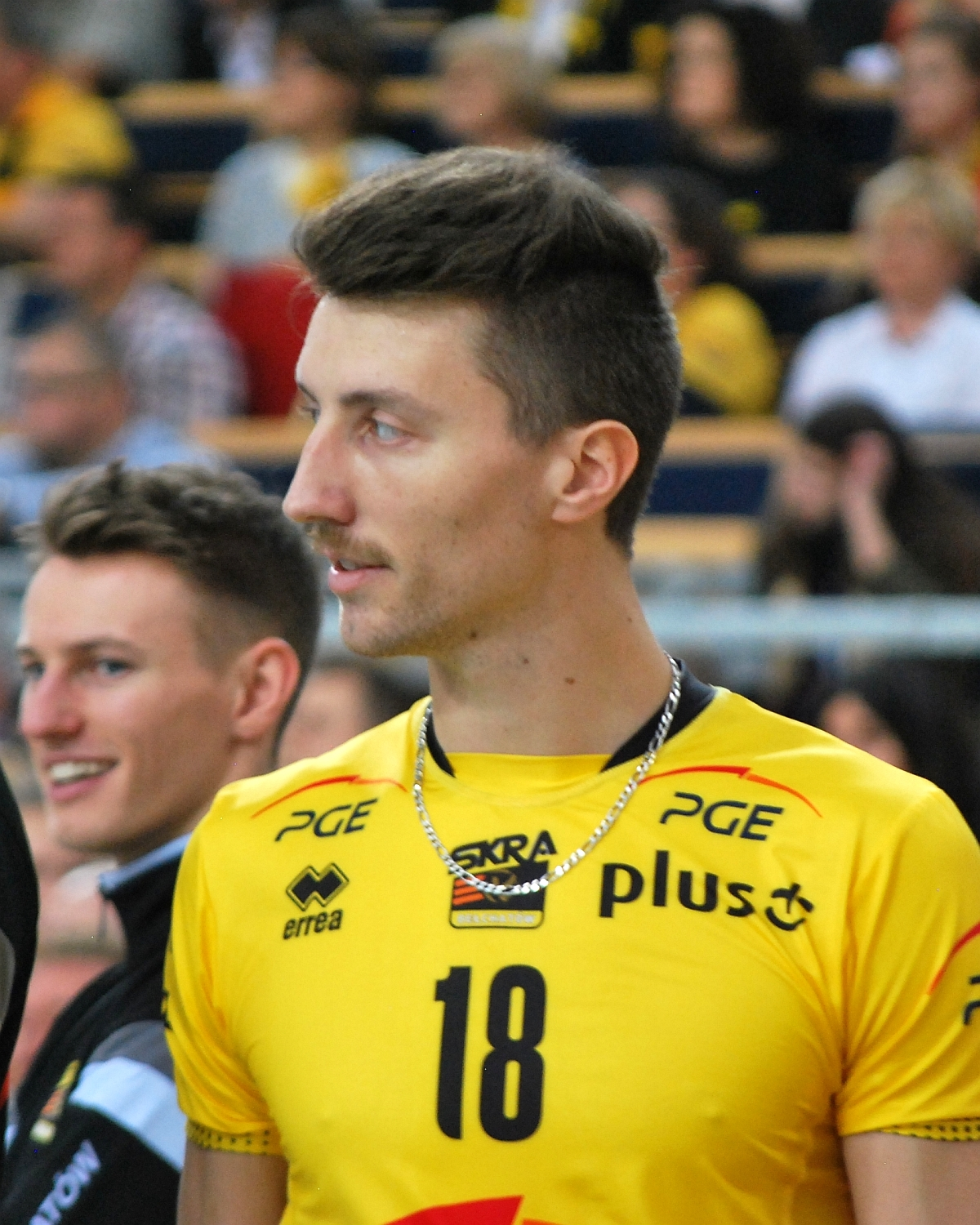
Nicolas Maréchal zawodnikiem PGE Skry Bełchatów w sezonie 2014/2015

Nicolas Maréchal (ur. 4 marca 1987 w Sainte-Catherine) – francuski siatkarz, reprezentant kraju, grający na pozycji przyjmującego. 

## Życiorys

### Kariera sportowa
W sezonie 2010/2011 siatkarz był zawieszony na sześć miesięcy przez francuską agencję antydopingową za niedopełnienie obowiązku wskazania miejsca pobytu.
W reprezentacji Francji rozegrał 164 mecze. Jest złotym medalistą mistrzostw Europy 2015 rozgrywanych w Bułgarii i we Włoszech. Był w kadrze narodowej podczas igrzysk olimpijskich 2016 w Rio de Janeiro, jednak nie zagrał w żadnym meczu.

### Życie prywatne
8 marca 2013 r. otrzymał polskie obywatelstwo. Razem ze swoją ukochaną Vatsaną Phrasathane na stałe mieszka w Żorach na Górnym Śląsku. 4 sierpnia 2015 roku na świat przyszło pierwsze dziecko pary, syn Nathan.

## Przebieg kariery
| Lata                      | Klub                          |
| ------------------------- | ----------------------------- |
| 2005–2006                 | Harnes VB                     |
| 2006–2009                 | Tourcoing LM                  |
| 2009–2012                 | Stade Poitevin                |
| 2012–2013                 | AS Cannes VB                  |
| 2013–2014                 | Jastrzębski Węgiel            |
| 2014–2016                 | PGE Skra Bełchatów            |
| 2016–2017                 | Büyükşehir Belediyesi Stambuł |
| 2017–2018                 | Bunge Rawenna                 |
| 2018–2019                 | Jenisiej Krasnojarsk          |
| 2019–2020                 | Asseco Resovia Rzeszów        |
| 2020–2021                 | VfB Friedrichshafen           |
| 2021–2022                 | Ural Ufa                      |
| 2022 (do 05.10.2022)      | Tours VB                      |
| 2022–2023 (od 08.10.2022) | Valsa Group Modena            |
| 2023–                     | Rapid Bukareszt               |

## Sukcesy klubowe
Liga francuska:
- 2011
- 2009, 2012

Liga Mistrzów:
- 2014

Liga polska:
- 2014, 2015, 2016

Superpuchar Polski:
- 2014

Puchar Polski:
- 2016

Puchar Challenge:
- 2018

Liga niemiecka:
- 2021

Puchar CEV:
- 2023[12]

Puchar Rumunii:
- 2024[13]

Liga rumuńska:
- 2024[14]

## Sukcesy reprezentacyjne
Liga Światowa:
- 2015
- 2016

Memoriał Huberta Jerzego Wagnera:
- 2015

Mistrzostwa Europy:
- 2015

## Nagrody indywidualne
- 2005: Najlepszy punktujący Mistrzostw Świata Kadetów